# Las Leys d'amors
Pour les articles homonymes, voir Leys.
Las Leys d'amors est un traité de grammaire et de rhétorique occitanes, rédigé au XIVe siècle. 

## Histoire
La Sobregaya Companhia dels VII Trobadors de Tolosa (La très gaie compagnie des VII troubadours de Toulouse) est fondée à Toulouse en 1323 par sept bourgeois de cette ville : Bernat de Panassac, écuyer, Guilhem de Lobra, bourgeois, Brenguier de Sant Plancart, changeur, Peyre de Mejanaserra, changeur, Guilhem de Gontaut, marchand, Peyre Camo, marchand et Bernat Oth, notaire. 
Son objectif  est l’organisation, chaque année, d’un concours poétique aux frais de l’administration municipale. Dans le but de réunir les critères prosodiques et linguistiques leur permettant de juger au mieux les œuvres présentées aux concours et dans un mouvement de défense et d’illustration de leur langue qu’ils jugeaient parvenue à son classicisme, les VII troubadours demandèrent à un avocat toulousain, Guilhem Molinier, de rédiger un traité de grammaire et de rhétorique occitanes. Sous le titre de Las leys d’Amors (Les Lois de la langue), le texte est solennellement promulgué en 1356. Il avait été précédé en 1324 par le Doctrinal de trobar (Traité de poésie) en vers, de Raimon de Cornet et il fut imité par les Catalans qui créèrent en 1393 un Consistoire à Barcelone. Il conférait à l’occitan un statut officiel, donc politique, et Toulouse se donnait comme la capitale du langage.
Dans ce contexte, 85 ans après l’annexion du comté de Toulouse à la monarchie capétienne, certes la grande inspiration lyrique des troubadours appartient au passé et les écrivains sont surveillés par l’Inquisition qui préfère des odes à la Sainte Vierge plutôt que des poèmes courtois en l’honneur de la dame lointaine. La civilisation de Valor, Prètz, Mesura et surtout de Parage[pas clair], telle qu’elle avait été célébrée dans la Chanson de la Croisade, est bien terminée. Mais la langue d’oc en tant que telle n’est pas combattue par le pouvoir qui n’est pas encore « centralisateur ». 
D’ailleurs le texte occitan progresse en prose, surtout dans le domaine administratif. C’est ce même pouvoir qui a inventé le mot Occitania pour désigner l’ensemble des pays conquis par la Croisade, autrefois dans la mouvance des comtes de Toulouse et dans lesquels, en effet, on parlait une langue différente dite d’oc. En pleine lutte contre le roi d’Angleterre, Jean d’Armagnac[Lequel ?] est dit locum tenens in tota lingua occitana. Les rois français se sont, au début, servis de l’identité collective occitane plus affirmée que celle de leurs sujets d’oïl pour asseoir leur puissance dans le sud. Ils se sont même parfois qualifiés de rois des Occitans de sorte qu’entre 1271, annexion du comté de Toulouse au royaume de France, et 1443 création du Parlement de Toulouse qui adopte dès le début le français comme langue de ses délibérations, ou mieux encore, 1453, fin de la guerre de Cent Ans, il s’est passé plus d’un siècle et demi durant lequel une Occitanie française a existé tant sur le plan linguistique que sur le plan politique. 
Elle n’était plus « indépendante », mais ce mot a-t-il un sens à l’époque féodale ? Et c’est durant ce qu’on pourrait appeler le début de sa fin que, paradoxalement, la langue d’Oc, grâce aux Leys d’Amors, a atteint son apogée en se dotant d’un système de codification comme aucune autre langue en Europe ne l’avait fait jusqu’alors. De fait, les Leys parviendront à une grande notoriété, et vont influencer les poètes écrivant tout autant en catalan qu'en galicien ou en italien, pour lesquels ils serviront de référence.